# Juan Gabriel Vásquez
Juan Gabriel Vásquez (Bogotá, 1973 –) kolumbiai író, újságíró és fordító. Számos regényt, novellát, irodalmi esszét és politikai kommentárral foglalkozó cikket írt.
2011-ben spanyolul megjelent regénye, El ruido de las cosas al caer (Becsapódás; The Sound of Things Falling) többek között elnyerte az Alfaguara regénydíjat és a 2014-es Nemzetközi Dublini Irodalmi Díjat. Regényei 28 nyelven jelentek meg. Miután tizenhat évig Európában élt (Párizsban, a belga Ardennekben és Barcelonában), 2012-ben családjával együtt visszaköltözött Bogotába.

## Életrajz és irodalmi pályafutás

### Ifjúkor és tanulmányok Bogotában
Juan Gabriel Vásquez 1973-ban született Bogotában, Alfredo Vásquez és Fanny Velandia ügyvédek gyermekeként. Már korán elkezdett írni, első novelláit nyolcéves korában publikálta egy iskolai újságban. Tizenéves korában kezdte el olvasni a boom-generáció latin-amerikai íróit: Gabriel García Márquez, Mario Vargas Llosa és Carlos Fuentes, többek között.
1990-ben kezdte meg jogi tanulmányait az Universidad del Rosario egyetemen. Az egyetem Bogotá belvárosában található, körülvéve azokkal az utcákkal és történelmi helyszínekkel, ahol Vásquez regényei játszódnak. Jogi tanulmányai során buzgón olvasta Jorge Luis Borges-t és Julio Cortázart, más latin-amerikai szerzők mellett, valamint tanulmányozta James Joyce és Virginia Woolf műveit. 1996-ban diplomázott a Bosszú mint jogi prototípus az Iliászban című szakdolgozatával, amelyet később az alma mater kiadott. Mire megkapta a diplomáját, már eldöntötte, hogy írói karriert fog befutni.

### A párizsi időszak (1996-1998)
Néhány nappal a diploma átvétele után Vásquez Párizsba utazott, hogy a La Sorbonne-on latin-amerikai irodalomból posztgraduális tanulmányokat folytasson, amelyeket azonban soha nem fejezett be. Irodalmi okai voltak annak, hogy Párizst választotta, mivel Vásquez a várost az őt befolyásoló külföldi írók műveivel hozta összefüggésbe: Mario Vargas Llosa, Julio Cortázar és James Joyce. De Kolumbiát a politikai erőszak és a félelem légköre miatt is hagyta el, amely az 1980-as évektől uralkodott az országban.
Párizsban fejezte be első regényét, a Persona-t (1997). Ez a Firenzében játszódó kisregény a modernizmus és Virginia Woolf hatását mutatja, egy olyan szerzőét, akinek munkásságához Vásquez mindig is közel érezte magát. A Sorbonne-on folytatott tanulmányai után Vásquez felhagyott a szakdolgozatírással, hogy a szépirodalomra koncentrálhasson. Második regényét, az Alina suplicante címűt 1999-ben fejezte be.
Később többször is elégedetlenségét fejezte ki első két könyvével kapcsolatban, amelyeket egy tanonc művének tartott. Első megjelenésük után nem volt hajlandó újra kiadni őket. Mindkettő bensőséges hangulatú kisregény, de egyébként kevés közös vonásuk van. Vásquez azt mondta, hogy már az Alina suplicante kiadása előtt mély válságba sodorta az ezekkel a művekkel való elégedetlensége. 1999 elején elhagyta Párizst, és egy olyan helyet keresett, ahol megújulhat.

### Az ardenneki szezon (1999)
1999 döntő év volt Vasquez számára, mind szakmailag, mind emberileg. Január és szeptember között egy idős házaspár otthonában élt Xhoris közelében, egy kisvárosban, Belgium vallon területén, az Ardennekben. Gyakran hangsúlyozta ennek az időszaknak a fontosságát.
"El mensajero" (A hírnök) című novellája bekerült a Líneas Aéreas című antológiába, amely a 21. század spanyol és latin-amerikai irodalma fő előzményének tekinthető. Olyan regényírók műveit olvasta, akik nagy hatást tesznek majd saját munkásságára, mint Joseph Conrad és Javier Marías, de olyan, a latin-amerikai hagyománytól távol álló novellistákét is, mint Csehov és Alice Munro. 2001-ben szerzett élményei, találkozásai és megfigyelései szolgáltak következő könyvének, a Los amantes de Todos los Santos (Mindenszentek szerelmesei, 2001) című elbeszélésgyűjteménynek anyagául.
1999 szeptemberében feleségül vette Mariana Montoyát. Barcelonában telepedtek le. Vásquez három okra hivatkozott, amiért ezt a célállomást választotta: a Barcelona és a latin-amerikai boom közötti kapcsolatra, a város nyújtotta lehetőségekre annak, aki a tollából akart megélni, és a nyitott szellemre, amellyel az új latin-amerikai irodalmat Spanyolországban fogadták.

### A barcelonai évek (1999-2012)
2000-ben Vásquez szerkesztőként kezdett dolgozni a Lateral című független barcelonai magazinnál, amely 1994 és 2006 között jelent meg. A magazin egy emigráns magyar, Dés Mihály vezetésével olyan feltörekvő írók generációját hozta össze, mint Mathias Énard francia író és Jordi Carrión katalán kultúrkritikus. A chilei író, Roberto Bolaño is kötődött a magazinhoz.
Vásquez a Lateralnál dolgozva egy sor novellát írt a Franciaországban és Belgiumban töltött évek alatt szerzett tapasztalatai alapján. A Los amantes de Todos los Santos 2001 áprilisában jelent meg Kolumbiában; bár jó fogadtatásban részesült, Raymond Carverhez és Jorge Luis Borgeshez való hasonlításokat idézve, a kritikusok meglepődtek azon, hogy egy kolumbiai szerző belga vagy francia szereplőkkel ír könyvet. A Spanyolországban megjelent néhány kritika dicsérte a "közép-európai elbeszélő finomságait", és Borges és Hemingway egyidejű hatását taglalta. Ettől kezdve Vásquez a Mindenszentek szerelmeseit az első érett könyvének tekintette.
A Barcelonában töltött első években Vásquez fordítóként is dolgozott. Megbízást kapott John Hersey Hirosima című művének Spanyolországban megjelent első fordítására. 2002-ben, miután elhagyta a Lateralt, a fordításra és az újságírásra koncentrált, mint megélhetési lehetőségekre. Cikkeket és könyvkritikákat írt többek között az El Periódico de Catalunya és az El País számára. Lefordította Victor Hugo Egy halálraítélt utolsó napja és John Dos Passos Journeys Between Wars (Utazások a háborúk között) című művét. 2003-ban Vásquez kiadta El hombre de ninguna parte (Sehol egy ember) című rövid életrajzát Joseph Conradról.
A következő évben kiadta azt a regényt, amelyet ma már az első regényének tekint: Los informantes (Informátorok). A kritikai fogadtatás rendkívüli volt. A regényt Mario Vargas Llosa és Carlos Fuentes is méltatta. A Semana magazin, az egyik legbefolyásosabb kolumbiai kiadvány az 1981 óta megjelent legfontosabb regények közé választotta. Néhány év alatt több mint egy tucat nyelvre fordították le. Angliában, ahol John Banville támogatta, az Independent Foreign Fiction Prize jelöltje volt. Az Egyesült Államokban 2009-ben történt megjelenése latin-amerikai íróhoz képest szokatlan fogadtatásban részesült. A The New York Timesban Larry Rohter azt írta: "Vasquez karrierje figyelemreméltóan beindult." Jonathan Yardley a The Washington Postban azt írta, hogy "a legjobb irodalmi regény, ami 2005 óta az utamba került." A regényt Anne McLean fordította angolra, aki később Vásquez összes könyvét lefordította.
2005 szeptemberében Bogotában megszülettek ikerlányai, Martina és Carlota. Vasquez következő regényét, a Costaguana titkos történetét (Historia secreta de Costaguana) nekik ajánlja. A spekulációkra (Joseph Conrad esetleges kolumbiai látogatása az 1870-es években) épülő regény megerősítette Vásquez hírnevét. Párbeszédet teremt Conrad életével és munkásságával, különösen a Nostromo című regényével, valamint a 19. századi kolumbiai történelemmel, különösen a Panama-csatorna építésével. Elbeszélője pikareszk és szarkasztikus hangvételű, állandóan az olvasót szólítja meg, anakronizmusokhoz, túlzásokhoz és valószínűtlenségekhez folyamodik, amikor csak a fonalához illik. Juan Marsé és Enrique Vila-Matas spanyol regényírók szerint Vásquez erőteljes párbeszédet teremt az elbeszélő és az olvasó, valamint a fikció és a történelem között.
A Costaguana titkos története közvetve Vásquez Gabriel García Márquez munkásságához fűződő viszonyát is kommentálja. Erre a kérdésre többször is visszatért, amikor a hatás gondolatát tárgyalta. Egyik cikkében ezt írta:
 Ez a jog a hagyományok és nyelvek büntetlenül való keveredésére - a kontamináció bátortalan keresésére, a kolumbiai írókat a közelmúltig kínzó, megingatott nemzeti vagy nyelvi lojalitással való szakításra - talán García Márquez nagy öröksége... A Száz év magány olyan könyv, amelyet a végtelenségig lehet csodálni, de amelynek tanításai aligha alkalmazhatók (a bizonyíték az, ami a másolóival történik). Ezért itt megismétlem, amit máshol már mondtam: egyetlen kolumbiai író sem merészelné minimális ambícióval végigjárni azokat az utakat, amelyeket García Márquez művei már bejártak; de egyetlen író sem becsülné alá azokat a lehetőségeket, amelyeket ez a mű megnyitott előttünk, ha csak minimális józan ésszel rendelkezne...

2007-ben Vásquez bekerült a Bogotá39 elnevezésű Hay Fesztivál projektjébe, amely a 39 év alatti latin-amerikai írók legjelentősebb műveit gyűjtötte össze. Ugyanebben az évben kezdett véleménycikkeket írni az El Espectadornak, a legjelentősebb liberális kolumbiai újságnak. Rovataiban mélyen bírálta Álvaro Uribe kolumbiai és Hugo Chávez venezuelai kormányát. Politikai állásfoglalásai a szabadságot mint legfőbb értéket, valamint a nyitott, világi és liberális társadalmat látszanak védeni:
 Számomra még mindig fontos, hogy egy regényíró részt vegyen a társadalmi vitában. Egyébként egy filozófusnak is; mindenesetre annak, aki a valóságról erkölcsi szempontból gondolkodik. A politikusok általában nem teszik ezt, legkevésbé az én hazámban. Az olyan társadalmak nagy kortárs vitái, mint az enyém, a kábítószerek legalizálásáról, a melegházasságról, az abortuszról - a politikusok sohasem képesek ezeket a morális viták mezejére vinni, ahol ezeket meg kellene vitatni. Vallási szempontból vitatják meg őket, politikai szempontból vitatják meg (a szó legbanálisabb értelmében). De ritkán próbálják megérteni ezeket a dolgokat az egyének szemszögéből. Kinek ártunk? Kinek az életét tesszük tönkre vagy befolyásoljuk súlyosan egy-egy döntésünkkel? Nem erről beszélnek.

Vásquez 2008-ban A torzítás művészete (spanyolul: El arte de la distorsión) címmel irodalmi esszéket közölt. Ugyanebben az évben meghívást kapott a Santa Maddalena Alapítványba, az olaszországi Toszkánában található, íróknak szóló elvonulóhelyre. Ott kezdte el írni El ruido de las cosas al caer (A dolgok hangja, amikor leesnek) című regényét.

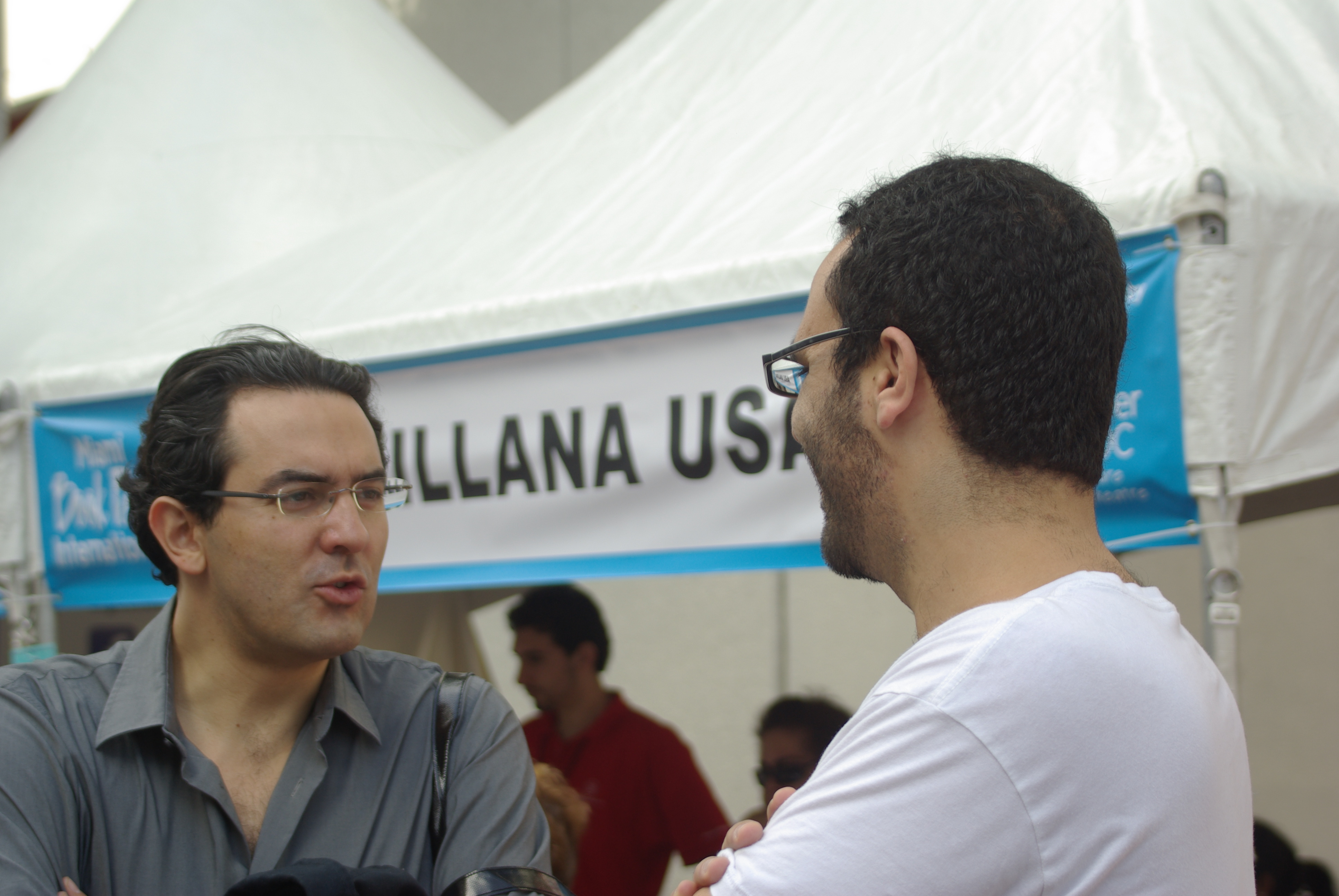
Vásquez Rodrigo Hasbúnnal beszélget a Miami Nemzetközi Könyvvásáron 2011-ben

A 2011 áprilisában megjelent El ruido de las cosas al caer (A zuhanó dolgok hangja) című regénye Alfaguara-díjat kapott, és az utóbbi évtizedek egyik legfontosabb kolumbiai regénye lett. Héctor Abad Faciolince kolumbiai író úgy üdvözölte, mint "a legjobb verbális alkotást, amelyet az utóbbi idők kolumbiai irodalmában olvastam." A regény fordításban is hasonló lelkesedést váltott ki. Olaszországban elnyerte a Premio Gregor von Rezzori-Città di Firenze díjat; az angol fordítással Vásquez lett az első latin-amerikai és a második spanyol nyelvű szerző, aki elnyerte a nemzetközi IMPAC dublini irodalmi díjat. A francia fordítás hozzájárult ahhoz, hogy Vásquez elnyerte a Prix Roger Caillois-t. Az Egyesült Államokban a regény a The New York Times Book Review címlapján jelent meg, ahol Edmund White "briliáns új regénynek nevezte... lebilincselő... a végsőkig magával ragadó". Lev Grossman a Time magazinban írt Vásquezről:
 Vásquezt gyakran hasonlítják Roberto Bolañóhoz, egy másik latin-amerikai íróhoz, aki teljesen elszabadult a mágikus realizmustól. [...] Bolañóhoz hasonlóan ő is mesteri stilista, a türelmes tempó és a bonyolult szerkezet virtuóza, és a regényt nagyjából ugyanarra a célra használja, mint Bolaño: hogy feltérképezze a kapzsiság és az erőszak által a világunkban okozott mély, kaszkádszerű károkat, és beismerje, hogy még a szerelem sem tudja helyrehozni azokat.

### Visszatérés Bogotába (2012)
2012-ben, tizenhat európai év után Vásquez családjával együtt visszatért Kolumbiába. A következő évben az Egyesült Államokban, a kaliforniai Stanford Egyetemen volt rezidens író. Ott fejezte be a Las reputaciones (Reputációk) című kisregényét, egy politikai karikaturista történetét. A könyv 2013 áprilisában jelent meg, és elnyerte többek között a Spanyol Királyi Akadémiai Díjat és a Prémio Casa de América Latina de Lisboa díjat. Az Egyesült Államokban való megjelenés után a The New York Review of Books Vásquez "legintelligensebb és legmeggyőzőbb művének" nevezte:
 Belga novelláskötetével és öt kolumbiai regényével Vásquez lenyűgöző művet gyűjtött össze, az egyik legmeglepőbbet, amely Latin-Amerikában ebben az évszázadban eddig született... Mint Conrad legjobb regényei, Vásquez is feszesen van megírva - minden sora éles megfigyeléssel és elemzéssel van töltve. Ebben Borgesre is emlékeztet, bár sokkal földhözragadtabb, nem metafizikusabb módon.

2014 augusztusában Vásquez elhagyta heti rovatát az El Espectadorban, de továbbra is ír alkalmi véleménycikkeket. Gyakran késztették írásra azok a béketárgyalások, amelyeket a kolumbiai kormány a kubai Havannában folytatott a FARC gerillával. Az El País (Madrid) és a The Guardian (London) című lapokban többször is védelmébe vette a békefolyamatot és annak szükségességét, hogy véget kell vetni az országát az elmúlt évtizedekben pusztító háborúnak. A békemegállapodások egyik leghangosabb támogatója volt.
Vásquez 2015-ben kiadta La forma de las ruinas (A romok alakja) című könyvét. Ez a legnehezebb regénye, mivel különböző műfajokat vegyít, hogy két, a kolumbiai történelmet meghatározó gyilkosság következményeit vizsgálja: Rafael Uribe Uribe (1914) és Jorge Eliécer Gaitán (1948) meggyilkolásának következményeit. A regényt mind Kolumbiában, mind külföldön nagyon kedvező fogadtatásban részesítették. Az Arcadia című kolumbiai magazinnak adott interjújában Vásquez így nyilatkozott:
 A romok alakja messze a legnehezebb kihívás, amellyel regényíróként szembesültem. Ez részben annak köszönhető, hogy a regény egyszerre próbálkozik mindennel: önéletrajz, történelmi feltárás, bűnügyi regény, összeesküvés-elmélet, elmélkedés arról, hogy mik vagyunk mi, mint ország ... 26 különböző változatot kellett megírnom, hogy megtaláljam azt, amelyik a legjobban illik a könyvhöz. Vagy inkább: azt, amelyik képes volt mindent egy cselekménybe foglalni.

Ezzel a regényével Vásquez lett az első latin-amerikai, aki elnyerte a Premio Casino da Póvoa díjat, Portugália legrangosabb fordított szépirodalmi díját. A regényt jelölték a Premio Bienal de Novela Mario Vargas Llosa és a Man Booker Nemzetközi Díjra is. A The New York Review of Booksban Ariel Dorfman írta:
 Juan Gabriel Vásquez ... García Márquezt követte az irodalmi nagymesteri székben Kolumbiában, egy olyan országban, amely számos kiváló íróval büszkélkedhet ... Az olvasó azt várhatja, hogy Vásquez egy noir detektívregényt írt, amely egy hetven éve büntetlenül maradt bűntényt vizsgál, és helyreállítja az igazságszolgáltatás látszatát. Semmi sincs azonban ilyen rendben A romok alakjában, amely felforgatja a krimi műfaját, és a bűnösök utáni vadászatot egy olyan keretben mutatja be, amely mintha egy Sebaldi-emlékirat lenne.
 
2016-ban a barcelonai Navona kiadó megbízta Vásquezt, hogy fordítsa le egyik kedvenc regényét, Joseph Conrad A sötétség mélyén című művét. Ugyanezt a fordítást adta ki az Angosta Editores, egy kis kolumbiai kiadó, amelynek tulajdonosa Héctor Abad Faciolince író.
2017 februárjában Vásquezt a Berni Egyetem meghívta a Friedrich Dürrenmatt tanszék betöltésére. A kurzusok eredménye egy esszégyűjtemény lett, amely a regény művészete körül forog: Utazás egy üres spanyol térképpel (spanyolul: Viajes con un mapa en blanco). A könyv még ugyanezen év novemberében jelent meg.
2018-ban, 17 évvel a Mindenszentek szerelmesei után Vásquez kiadta második novelláskötetét, a Dalok a tűzhöz (Canciones para el incendio) címűt.

## Elismerések és díjak
- 2009 - Bekerült a Független Külföldi Szépirodalmi Díjra az Informátorokért
- 2007 - Qwerty-díj, (Spanyolország) Costaguana titkos történelméért
- 2007 - Premio Fundación Libros & Letras (Colombia) Costaguana titkos történelméért
- 2007 - Simón Bolívar Nemzeti Újságírói Díj (Kolumbia) „A torzítás művészetéért” (esszé)
- 2011 - Alfaguara-díj (Spanyolország) az El ruido de las cosas al caer-ért
- 2012 - Prix Roger Caillois (Franciaország)
- 2012 - Simón Bolívar Nemzeti Újságírói Díj (Kolumbia) a „Madarak közötti beszélgetés” című írásért (esszé)
- 2013 - Gregor von Rezzori-díj (Olaszország) az El ruido de las cosas al caer-ért
- 2014 - Nemzetközi IMPAC Dublin Irodalmi Díj
- 2014 - Felkerült a Mario Vargas Llosa Biennálé Reputations Novel Prize (Peru) rövidlistájára
- 2014 - Juan de San Clemente érsek irodalmi díj, (Spanyolország) A hírnévért
- 2014 - Spanyol Királyi Akadémia díja (Spanyolország) A hírnévért
- 2016 - Chevalier de l'Ordre des Arts et des Lettres (Franciaország)
- 2016 - Casa de América Latina díj Lisszabonból (Portugália) A hírnévért
- 2016 - Prix Carbet des Lycéens (Martinique) A hírnévért
- 2016 - Felkerült a Kolumbiai Narratív Könyvtár díjára (Kolumbia) a La forma de las ruinas-ért
- 2016 - Felkerült a Mario Vargas Llosa Biennálé regénydíjára (Peru) a La forma de las ruinas-ért
- 2018 - Katolikus Izabella-rend tisztikeresztje (Spanyolország)
- 2018 - Casino da Póvoa Irodalmi Díj (Portugália) a La forma de las ruinas-ért
- 2019 - Bekerült a Man Booker International díjra a La forma de las ruinas-ért
- 2022 - Royal Society of Literature International Writer[27]

## Művei

### Regények
- 1997 - Persona
- 1999 - Alina suplicante
- 2004 - Los informantes (The Informers, 2008)
- 2007 - Historia secreta de Costaguana (The Secret History of Costaguana, 2010)
- 2011 - El ruido de las cosas al caer (The Sound of Things Falling, 2013)
- 2013 - Las reputaciones (Reputations, 2015)
- 2015 - La forma de las ruinas (The Shape of the Ruins, 2018)
- 2020 - Volver la vista atrás (Retrospective, 2022)

### Novellák
- 2001 (Colombia; 2008, expanded version, Spain) -  Los amantes de Todos los Santos (UK: The All Saints’ Day Lovers; US: Lovers on All Saints’ Day, 2016)
- 2018 - Canciones para el incendio

### Esszék
- 2004 - Joseph Conrad. El hombre de ninguna parte
- 2009 - El arte de la distorsión
- 2011 - La venganza como prototipo legal alrededor de la Ilíada
- 2017 - Viajes con un mapa en blanco
- 2023 - La traducción del mundo

### Újságírás
- 2022 - Los desacuerdos de paz

### Költészet
- 2022 - Cuaderno de septiembre

### Magyarul
- Informátorok (Los informantes) – Ab Ovo, Budapest, 2012 · ISBN 9789639378872 · Fordította: Imrei Andrea
- Becsapódás (El ruido de las cosas al caer) – Ab Ovo, Budapest, 2013 · ISBN 9786155353109 · Fordította: Szőnyi Ferenc
- A hírnév (Las reputaciones) – Ab Ovo, Budapest, 2014 · ISBN 9786155353444 · Fordította: Szőnyi Ferenc
- Emberi romok (La forma de las ruinas) – Ab Ovo, Budapest, 2019 · ISBN 9786155640339 · Fordította: Szőnyi Ferenc
- Dalok a tűzhöz (Canciones para el incendio) – Ab Ovo, Budapest, 2021 · ISBN 9786155640513 · Fordította: Csuday Csaba

## Egyéb információk
- Juan Gabriel Vásquez at MacLehose Press
- Juan Gabriel Vásquez at Riverhead Books | Penguin Random House

## Fordítás
- Ez a szócikk részben vagy egészben  a   Juan Gabriel Vásquez című angol Wikipédia-szócikk fordításán alapul.  Az eredeti cikk szerkesztőit annak laptörténete sorolja fel. Ez a jelzés csupán a megfogalmazás eredetét és a szerzői jogokat jelzi, nem szolgál a cikkben szereplő információk forrásmegjelöléseként.